# Джийн Кели
Джийн Кели (на английски: Eugene Curran „Gene“ Kelly) е американски актьор, певец, танцьор, режисьор, продуцент и хореограф. През 1999 година Американският филмов институт включва Кели под Номер-15 в класацията на най-големите мъжки звезди на класическото Холивудско кино.

## Биография
Известен е с енергичния си и атлетичен стил и най-вече с ролята си във филма „Аз пея под дъжда“ (Singin' in the Rain). Той е водеща фигура в Холивуд през 40-те и 50-те години. Участва във филми с Джуди Гарланд и Франк Синатра.
Има 3 брака и 3 деца.

## Избрана филмография
| Година | Филм                           | Оригинално заглавие           | Роля          | Режисьор                 |
| ------ | ------------------------------ | ----------------------------- | ------------- | ------------------------ |
| 1945   | Вдигай котва                   | Anchors Aweigh                |               | Джордж Сидни             |
| 1948   | Пиратът                        | The Pirate                    | Серафин       | Винсънт Минели           |
| 1949   | В града                        | On the Town                   |               | Джийн Кели, Стенли Донън |
| 1950   | Летни гастроли                 | Summer Stock                  | Джо Д. Рос    | Чарлз Уолтърс            |
| 1951   | Един американец в Париж        | An American in Paris          | Джери Малиган | Винсънт Минели           |
| 1952   | Аз пея под дъжда               | Singin' in the Rain           | Дон Локууд    | Джийн Кели, Стенли Донън |
| 1954   | Бригадун                       | Brigadoon                     |               | Винсънт Минели           |
| 1960   | Да наследиш вятъра             | Inherit the Wind              |               | Стенли Крамър            |
| 1967   | Госпожиците от Рошфор          | The Young Girls of Rochefort  | Анди Милър    | Жак Деми                 |
| 1976   | Това е развлечение, част втора | That's Entertainment, Part II |               | Джийн Кели               |